# Kabney

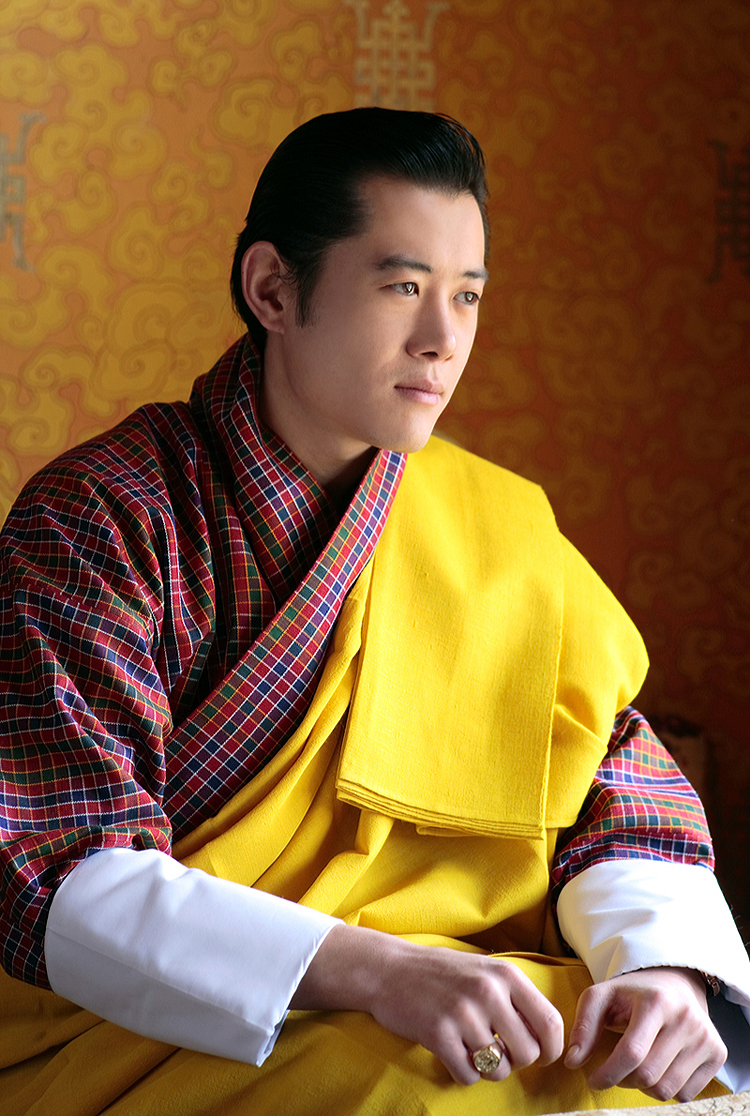
Il re Jigme Khesar Namgyel Wangchuck con un kabney color zafferano.

Con il termine Kabney si designa una sciarpa di seta che viene indossata come parte del Gho, il tradizionale costume maschile che viene indossato in Bhutan. di norma misura 90 x 300 cm., è frangiata e viene indossata nelle occasioni speciali. Viene portata dalla spalla sinistra al fianco destro. A seconda del rango della persona che la indossa, la sciarpa può essere di differenti colori:
- Zafferano per il Re (Druk Gyalpo ) e per il Capo Abate del corpo monastico centrale -religione buddhista- (Je Khenpo)
- Arancione per i ministri (Lyonpo)
- Blu per i membri del Consiglio Consultivo del Re
- Rossa per i maschi della famiglia reale e per gli alti funzionari (Dasho)
- Verde per i giudici (Thrimpon)
- Bianca a strisce blu per i membri della Assemblea Nazionale (Chimi)
- Bianca a strisce rosse per i capi dei 205 gewogs (Gups)
- Bianca per i cittadini comuni